# Грузија на Светском првенству у атлетици на отвореном 2017.
Грузија је учествовала на Светском првенству у атлетици на отвореном 2017. одржаном у Лондону од 4. до 13. августа дванаести пут. Репрезентацију Грузије представљао је 1 атлетичар који се такмичио у маратону.,
На овом првенству представник Грузије није освојио неку медаљу, нити је остварио неки резултат.

## Учесници
Мушкарци:
- Давити Каразишвили — Маратон

## Резултати

### Мушкарци
| Атлетичар          | Дисциплина | Лични рекорд | Квалификације | Квалификације | Финале   | Финале        | Детаљи |
| Атлетичар          | Дисциплина | Лични рекорд | Резултат      | Место         | Резултат | Место         | Детаљи |
| ------------------ | ---------- | ------------ | ------------- | ------------- | -------- | ------------- | ------ |
| Давити Каразишвили | Маратон    | 2:16:17 НР   |               |               | 2:24:24  | 56 / 71 (100) |        |